# 沖縄專湖城流空手道尚道会
沖縄傳湖城流空手道尚道会は、1968年より林伸伍が会長を務める日本の空手道の団体である。稽古所在地を鳥取市武道館とする。
沖縄湖城流公認の正統な流派であり、空手の源流である、湖城の技法を伝えている。

## 形
湖城独自のナイファンチで徹底的に足腰を鍛え、安定した立方を覚える。独自の絞めでナイファンチ鍛錬を行う。
- 白鶴、白虎、白龍、天巻、空巻、地巻
- クーシャンクー大、パッサイ大、パッサイ小、ジオン、チントウ
- 平安１ - 5段
- ナイファンチ1 - 3段
- 杖の型1、2、サイの型

## 組手
湖城独自の浮き足立で構えて、順突き、順蹴りの当身から投げ（落とし技）関節で仕留める攻防技。子の構えもしくは戌の構えが主な組手の構えであり、柔らかい動きが特徴である。突き（縦拳・縦掌低）、蹴り（指蹴り・足刀）はモーションを見せずに威力のある技を心掛ける。